# Wyeomyia tripartita
Wyeomyia tripartita är en tvåvingeart som först beskrevs av Bonne-wepster och Cornelis Bonne 1921.  Wyeomyia tripartita ingår i släktet Wyeomyia och familjen stickmyggor. Inga underarter finns listade i Catalogue of Life.